# متی‌تاک (نیویورک)
متی‌تاک (به انگلیسی: Mattituck) یک منطقهٔ مسکونی در ایالات متحده آمریکا است که در شهرستان سافک، نیویورک واقع شده‌است. متی‌تاک ۲۴٫۲ کیلومتر مربع مساحت و ۴٬۲۱۹ نفر جمعیت دارد و ۴ متر بالاتر از سطح دریا واقع شده‌است.